# 育嬰室 (電影)
育嬰室2016年中國大陸電影，引入泰國鬼片團隊參與拍攝並啟用泰籍女主角，採用數位高清畫質拍攝。2016年10月28日，中泰兩國同步上映。

## 劇情
元朝人所著的《南村輟耕錄》中說「天下兵甲方殷，而淮右之軍嗜食人，以小兒為上」是本片的發想。
元朝末年混戰，出現一支軍隊因為缺糧而捕殺淮河小镇临塘村莊中嬰兒為食，軍走後當地失子的母親們為了再見到小孩，發展出了一種血祭巫術，可以養嬰靈附身於人偶形物體上，但代價是全家家破人亡，自己也將不得善終橫死。
時間來到現代，畫家蒙少晖與妻子叶梓菲將於新加坡開畫展大展事業，然而連日被噩夢纏身總是夢到一對母女和自己家鄉临塘，思路枯竭最後一副壓軸畫也無法完成，於是蒙少晖決意重返故鄉調查，並揭開自己喪失9歲前記憶的秘密，不料在临塘發現村人都有所隱瞞，且突然在自己老家地下室發現一個貼滿符咒神祕育嬰室，室中擺放著洋娃娃充當嬰兒。並且噩夢加烈，夢與現實逐漸模糊，最後認出夢中母女是自己母親與妹妹。此時叶梓菲追蹤而來，兩人共同調查，然而叶梓菲與一張神秘藥單確有關連，且意圖搗毀育嬰室卻自己反被不明力量致傷……

## 演员
| 演員                | 角色   | 備注 |
| ------------------- | ------ | ---- |
| 朱一龙              | 蒙少晖 | 畫家 |
| 皮查雅·瓦塔那蒙迪里 |        |      |
| 徐婕兒              |        |      |